# لويس فيري مودي
لويس فيري مودي (بالإنجليزية: Lewis Ferry Moody) هو مهندس أمريكي، ولد في 5 يناير 1880 في فيلادلفيا في الولايات المتحدة، وتوفي في 21 فبراير 1953 في برينستون في الولايات المتحدة.